# The Guard (película de 2011)
The Guard (en España El irlandés, en Hispanoamérica "El guardia") es una película de 2011 escrita y dirigida por John Michael McDonagh, y protagonizada por Brendan Gleeson y Don Cheadle. Es la película independiente más exitosa Irlandesa de todos los tiempos en términos de taquilla Irlandesa. Desplazando a El viento que acaricia el prado (2006) quien había tenido el récord de recaudación hasta ese momento.

## Sinopsis
Gerry Boyle (Brendan Gleeson) es un policía de un pequeño pueblo irlandés que posee una personalidad conflictiva y un sentido del humor subversivo. Su madre se está muriendo, si bien ello no le impide disfrutar de su principal “afición”: las prostitutas. No es de extrañar que, cuando su camino se cruce con el del agente del FBI Wendell Everett (Don Cheadle), quien quiere capturar a una importante banda que trafica con drogas, a Boyle le importe bien poco la resolución del caso… al menos al principio.

Al sargento Boyle le han asignado un subordinado y ambos están investigando un asesinato que pudiera haber sido hecho por un asesino en serie, lo que deducen ambos con muy poca base, pero
ninguno tiene un buen olfato policial. Tienen un sospechoso. En su -con poco entusiasmo recibida- orden de obligada colaboración con el agente Everett, se da cuenta de que la víctima que investigan es uno de los que este busca. El ayudante, McBride, en una carretera solitaria, detiene un automóvil en el que van los traficantes buscados, que lo matan. La esposa va a ver a Boyle a su casa poco después y este le promete investigarlo, lo que hace sin prisa ya que solo hace horas del suceso y, además, es su forma de ser.
Everett va preguntando a los lugareños si conocen a alguno de los que les muestra en fotografías, sin éxito alguno, pues no quieren ni oír hablar en inglés y, o fingen no entender o le contestan en el idioma del lugar que no puede comprender.
Cuando Boyle vuelve de un encuentro sexual con dos prostitulas en un hotel de la ciudad, ve el coche de su ayudante junto a un acantilado que da al mar, un lugar al que llaman "Punto del suicidio", porque suele ser el sitio escogido para ello. Pero queda escéptico de que McBride lo haya hecho.
Estando juntos Everett y Boyle en un bar ven, por el circuito cerrado de TV existente, que el sospechoso que el sargento tenía detenido, no mentía. Por otra parte, los traficantes y el jefe corrupto del sargento quieren sobornar a Boyle, que no acepta, aunque calla; por ello deciden acabar con él.
Un muchacho informa a Boyle de un alijo de armas para el IRA y este lo requisa quedándose con algunas, entre ellas una pistola para dos disparos fácilmente escamoteable en la entrepierna; el resto lo entrega al IRA. Cuando regresa a su casa, uno de los delincuentes lo está esperando y lo tiene encañonado con un revolver. Sentados en sendas butacas uno frente a otro, Boyle se lo toma con tranquilidad y finge picores que achaca a su relación con las prostitutas. Esto le permite rascarse, sacar su pequeña pistola y matar a su oponente. Luego va a detener a los delincuentes que están desembarcando la droga y llama a Everett, aunque este ya se marchaba a USA, pero es convencido para prestar ayuda al sargento que le entrega una ametralladora. En la refriega que se organiza, mueren todos los traficantes y explota el barco con, aparentemente al menos, Boyle dentro.
Al día siguiente, Everett está mirando melancólicamente el lugar donde estos últimos hechos han sucedido. Pero el muchacho que entregó las armas le dice que Boyle era un gran nadador que había quedado cuarto en unas olimpiadas -de lo que este ya había presumido ante el agente sin que este le creyera-. Un fotógrafo que también está en la escena comenta que Boyle sabía que tenía que desaparecer.  

## Elenco
- Brendan Gleeson como Sargento Gerry Boyle.
- Don Cheadle como Agente de FBI Wendell Everett.
- Liam Cunningham como Francis Sheehy-Skeffington.
- Michael Og Lane como Eugene Moloney.
- David Wilmot como Liam O'Leary.
- Mark Strong como Clive Cornell.
- Fionnula Flanagan como Eileen Boyle.
- Sarah Greene como Sinéad Mulligan.
- Rory Keenan como Garda Aidan McBride.
- Dominique McElligott como Aoife O'Carroll.
- Katarina Čas como Gabriela McBride.
- Darren Healy como Jimmy Moody.
- Pat Shortt como Colm Hennessy.